# سابرو
سابرو (به اسپانیایی: Sabero) یکی از دهستان‌های اسپانیا است که در استان لئون، اسپانیا واقع شده‌است.

## خصوصیات
سابرو ۲۴ کیلومترمربع مساحت و ۱٬۴۸۷ نفر جمعیت دارد.